# Scévole de Sainte-Marthe

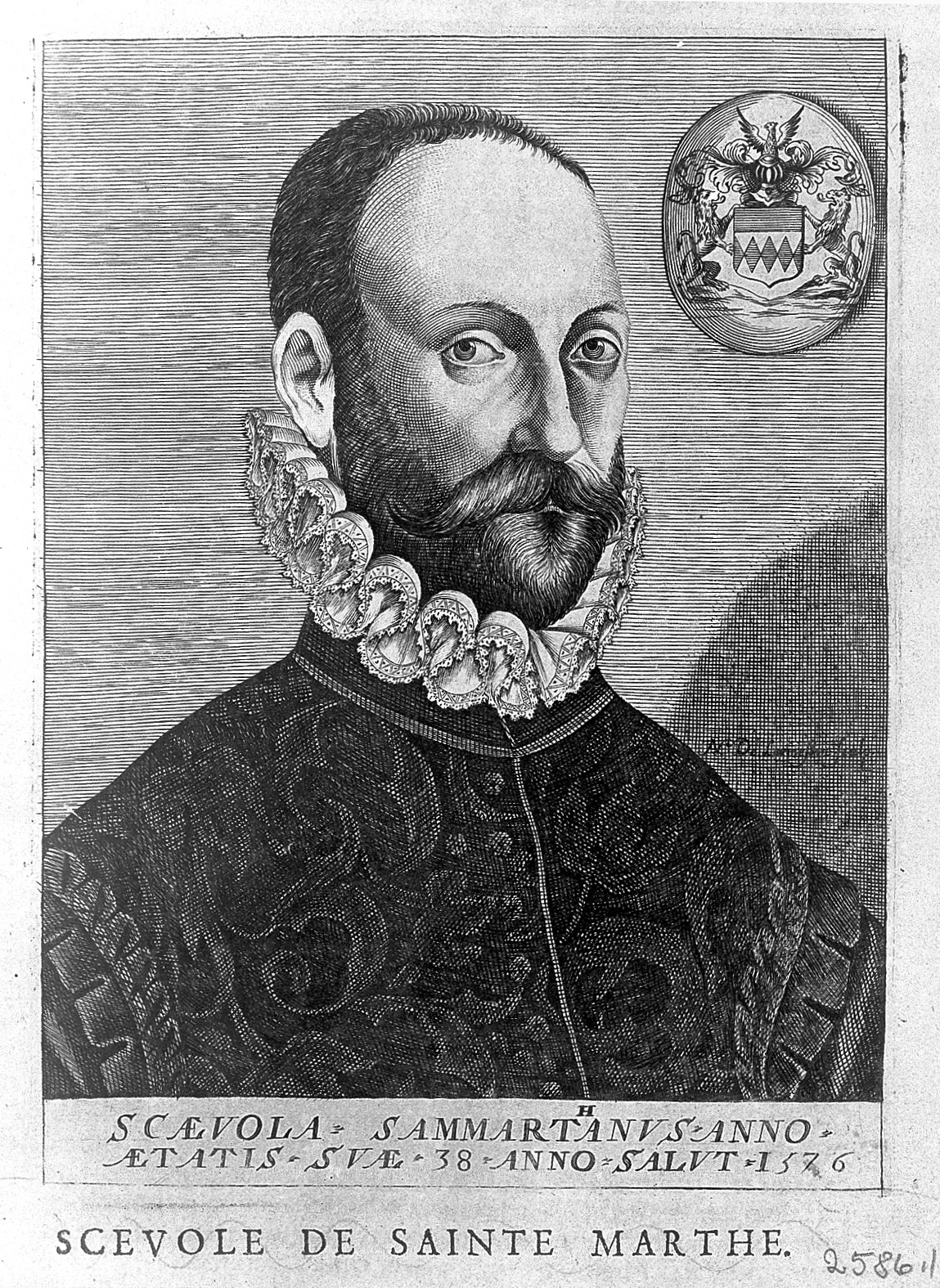
Scévole de Sainte-Marthe in 1576

Gaucher II de Sainte-Marthe, bekend onder zijn pennennaam Scévole de Sainte-Marthe of Scaevola Sammart(h)anus, (Loudun, 2 februari 1536 - aldaar, 29 maart 1623) was een Franse dichter en bestuurder.

## Biografie
Scévole de Sainte-Marthe werd geboren in een oud adellijk geslacht. Zijn vader Louis was procureur des konings in Loudun. Op 13-jarige leeftijd werd hij op school in Parijs gestuurd waar hij Latijn, Grieks en filosofie studeerde. Daarna volgde hij een rechtenopleiding in Bourges en Poitiers. Hij nam de naam Scévole (in het Latijn Scaevola) aan, afgeleid van het Latijnse scaeva, dat net als zijn doopnaam Gaucher linkshandige betekent.
Hij was de vader van de broers Scévole (1571–1650) en Louis (1571–1656) de Sainte-Marthe, geschiedschrijvers en auteurs van het naslagwerk Gallia Christiana.

### Bestuurder
In 1571 kocht hij het ambt van algemeen controleur van Financiën van Poitiers. In 1579-1580 was hij ook burgemeester en kapitein van de stad. Begin jaren 1600 werd hij een tweede maal burgemeester van Poitiers. Door zijn goede reputatie als bestuurder werd hij in 1580 door koning Hendrik III benoemd als penningmeester voor de provincie Poitou. In 1587 behoedde hij zijn geboortestad Loudun voor plundering door een katholiek leger door zijn welsprekendheid. Hij was afgevaardigde in de Staten-Generaal die in 1588-1589 door Hendrik III werden bijeengeroepen in Blois. Door koning Hendrik IV werd Scévole nog aangesteld als controleur van het leger in de haven van Blaye.
Scévole de Sainte-Marthe was katholiek maar hij was geen aanhanger van de Katholieke Liga en was bovenal trouw aan het koningshuis.

### Dichter
Scévole schreef zijn eerste overgeleverde gedicht op 17-jarige leeftijd. Hij dichtte zoals in het Frans als in het Latijn. Zijn bekendste gedicht is Larmes à sa mémoire, een klaaglied dat hij schreef naar aanleiding van de moord op koning Hendrik III in 1589. Verder schreef hij een slot voor La Médée, een onafgewerkt toneelstuk van Jean Bastier de la Péruse (1529-1554). Zijn werk werd gewaardeerd door Pierre de Ronsard (1524-1585) die hem in contact bracht met de literaire kring La Pléiade. In 1618 trok Scévole zich terug in Loudun in zijn stadspaleis waar hij een literair salon hield.